# 吉冨博子

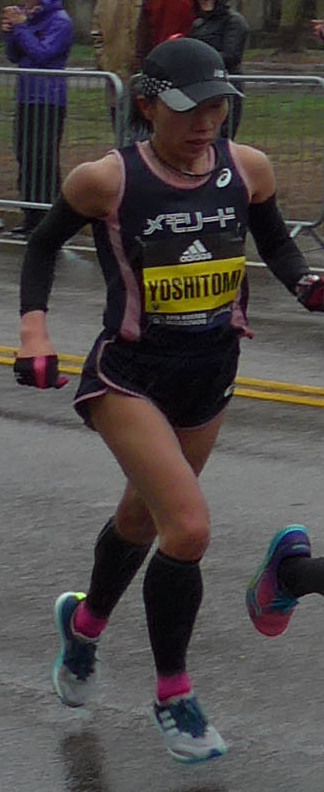
ボストンマラソンでの吉冨（2018年）

吉冨 博子（よしとみ ひろこ、1983年12月26日 - ）は日本の女子陸上競技（長距離走・マラソン）選手。佐賀県佐賀市出身。メモリード所属。

## 経歴
兄の影響で鹿島実業高校で陸上を始め、卒業後の2002年から実業団のサニックス陸上部に所属。駅伝を中心に競技を行っていたが故障のため2年で退部。その後2006年に監督の重松森雄の呼びかけで復帰したが、半年後の2007年に陸上部が廃部。重松の紹介で結婚・出産により一旦競技を引退後、市民ランナーとしてマラソン復帰を目指していた小鴨由水（重松が監督を務めていた岩田屋陸上部に所属していた）の練習パートナーとしてトレーニングを重ね、さらに小鴨と重松が立ち上げた福岡県のクラブチーム「ファーストドリームAC」の佐賀チームを作り練習を継続した。。
花卉農家を営む実家を手伝いながら地元開催のさが桜マラソンをハーフマラソン時代を含み6度優勝するなど市民マラソンを中心に多くの大会に出場。また都道府県対抗女子駅伝などへも佐賀県代表チームの一員として出場しており、2009年には2区で小林祐梨子に次ぐ区間2位・13人抜きの活躍を見せた。2016年に重松の紹介で前年結成されたメモリードの女子陸上部に所属し実業団登録選手に復帰した。
30代になってもフルマラソンの大会記録を次々と塗り替えており、2017年度はランニングの普及・発展に取り組むアールビーズスポーツ財団（東京）の「マラソンチャレンジカップ（MCC）」に参加する33の市民マラソン大会で、唯一複数の大会新記録をたたき出した。

## 評価
大会のレベルを問わず短いスパンで多数のレースに出場することから、市民ランナーから川内優輝になぞらえ「女川内」と呼ばれている。また、その川内からは「（2018年）11月だけで（フルマラソンを）3本走り、そのうちの1本が自己ベスト。また3日間で2回フルマラソンに出て、どっちも3位以内と尋常じゃない。2時間30分台での連戦。規格外です」「私よりおかしい」と評された。

## 主な大会成績
- 自己最高記録…マラソン：2時間30分09秒、5000メートル：16分00秒

| 年月    | 大会名                   | タイム    | 順位 | 備考                   |
| ------- | ------------------------ | --------- | ---- | ---------------------- |
| 2007.4  | さが桜マラソン           | 1：20：24 | 優勝 | ハーフマラソン         |
| 2008.4  | さが桜マラソン           | 1：23：25 | 優勝 | ハーフマラソン         |
| 2010.4  | さが桜マラソン           | 1：21：26 | 優勝 | ハーフマラソン         |
| 2010.12 | 防府読売マラソン         | 2：38：01 | 優勝 |                        |
| 2011.4  | さが桜マラソン           | 1：16：22 | 優勝 | ハーフマラソン         |
| 2012.2  | 鹿島祐徳ロードレース大会 | 1：12：35 | 優勝 | ハーフマラソン         |
| 2012.4  | さが桜マラソン           | 1：13：18 | 優勝 | ハーフマラソン         |
| 2013.2  | 東京マラソン             | 2：31：28 | 10位 |                        |
| 2013.4  | さが桜マラソン           | 2：36：20 | 優勝 |                        |
| 2015.11 | 福岡マラソン             | 2：43：03 | 優勝 |                        |
| 2016.2  | 別府大分毎日マラソン     | 2：45：07 | 優勝 |                        |
| 2016.8  | 北海道マラソン           | 2：45：18 | 6位  | これよりメモリード所属 |
| 2017.1  | 大阪国際女子マラソン     | 2：38：32 | 25位 |                        |
| 2017.2  | 東京マラソン             | 2：35：11 | 9位  | 日本人4位              |
| 2017.3  | 名古屋ウィメンズマラソン | 2：32：12 | 13位 | 日本人10位             |
| 2017.3  | さが桜マラソン           | 2：41：07 | 優勝 | [ 6 ]                  |
| 2017.11 | 福岡マラソン             | 2：37：10 | 優勝 |                        |
| 2017.12 | ホノルルマラソン         | 2：40：13 | 5位  | 日本人1位              |
| 2018.2  | 別府大分毎日マラソン     | 2：33：00 | 優勝 | [ 8 ]                  |
| 2018.2  | 東京マラソン             | 2：30：16 | 6位  | 日本人1位              |
| 2018.3  | さが桜マラソン           | 2：33：57 | 優勝 | [ 10 ]                 |
| 2018.4  | ボストンマラソン         | 2：48：29 | 10位 | 日本人1位              |
| 2018.11 | 福岡マラソン             | 2：30：09 | 優勝 | 自己ベスト             |
| 2018.11 | 大阪マラソン             | 2：34：38 | 3位  |                        |
| 2018.12 | さいたま国際マラソン     | 2：34：47 | 8位  | 日本人5位              |
| 2019.3  | 東京マラソン             | 2：32：30 | 13位 | 日本人3位              |
| 2019.3  | 名古屋ウィメンズマラソン | 2：34：49 | 31位 | 日本人21位             |
| 2019.3  | さが桜マラソン           | 2：42：11 | 優勝 | 3連覇                  |